# 新生児 (ラ・トゥールの絵画)
『新生児』（しんせいじ、仏: Le Nouveau-né, 英: The Newborn Child）、または『生誕』（せいたん、仏: Nativité, 英: Nativity）は、フランス17世紀の画家ジョルジュ・ド・ラ・トゥールが1648年頃に制作したキャンバス上の油彩画である。1915年にラ・トゥールが発見された契機となった3作のうちの1点であり、画家の傑作中の傑作である。フランスのレンヌ美術館に所蔵されている。

## 概要
ラ・トゥールは、第一次世界大戦中の1915年にドイツの美術史家ヘルマン・フォスによって再発見された画家である。同年の論文で、フォスはフランスの美術館が所蔵する3点の作品をあげた。いずれも深い闇の中に包まれた人物の半身像がロウソクの光によって浮かび上がる謎めいたもので、レンヌ美術館の本作『新生児』、そしてナント美術館の『聖ペテロの否認』と『聖ヨセフの夢』(当時は『若い娘に起こされる眠った老人』と呼ばれていた) であった。
3点のうちの1点である『新生児』の古い来歴はわかっていないが、1794年にレンヌ美術館に収蔵された。作品はフォスが作者を特定する以前に画家、美術愛好家たちに強烈な印象を与え、称賛の的になっていた。当時、題名は『生誕』と題されており、初めは17世紀オランダの画家ゴドフリート・スカルッケンの作とされ、続いてフランス17世紀の画家ル・ナン兄弟に帰属された。
1859年に、クレマン・ド・リは、本作について「これは非常に奇妙で独創的で不思議な特徴を持った、しかしいつまでも消えない印象を与える作品である。(略) 作品全体がさまざまな高度な技術を熟知した傑出した画家の手によって、きわめて堅実に描かれている」と述べている。1863年には、批評家、哲学者、歴史家であったイポリット・テーヌが「この上なく卓越しているのは、ル・ナン画とされるオランダの絵画『生誕』である。それは2人の女性が、眠っている生後１週間くらいの幼児を眺めている作品である」と述べた。1900年には、ルイ・ゴンスが「レンヌ美術館の (略) 不思議で魅力的な絵画をご存じだろうか。闇に包まれたキリスト降誕の場面で、愛情深くやわらかなシルエットの貧しい女たちが、神秘的な光の反射で照らされている絵である。私はこの作品にとりつかれている。これは (略) 思いやりと純真さと独創性をかねそなえた傑作といえる」と述べた。
本作は、イタリアのバロック期の巨匠カラヴァッジョがローマで実践した原理を取り入れている。すなわち、庶民を絵画のモデルにしていること、夜間の光、そして無地の背景である。描写の簡素さは、作品の瞑想的で静謐な特質を十全に強調している。そして、画家は、ここで「子供の誕生の奇跡」という普遍的な要素を強調しているのである。